# San Alfonso del Mar
San Alfonso del Mar üdülőhely Algarrobóban, Chilében, körülbelül 100 km-re nyugatra a fővárostól, Santiago de Chilétől. Az üdülőhely arról híres, hogy itt található a világ legnagyobb medencéje.
A medence 1 kilométer hosszú, 8 hektár felületű és 250 millió liter szűrt tengervízzel van feltöltve. A legmélyebb pontja 3,5 m. Vízellátása szűrés után közvetlenül a Csendes-óceánból megoldott.

## Kivitelezés
A medencét a Crystal Lagoons chilei vállalat építette, és 2006 decemberében nyitotta meg. Az első becslések szerint csak a szűrőrendszer 3,5 millió USD lehetett, a későbbi becslések 1,5 és 2 milliárd USD köré teszik az építési költségeket, és további 4 millió USD évi fenntartási költséggel számolnak.

## Fordítás
- Ez a szócikk részben vagy egészben  a   San Alfonso del Mar című angol Wikipédia-szócikk fordításán alapul.  Az eredeti cikk szerkesztőit annak laptörténete sorolja fel. Ez a jelzés csupán a megfogalmazás eredetét és a szerzői jogokat jelzi, nem szolgál a cikkben szereplő információk forrásmegjelöléseként.